# Seleção de Futebol de Yorkshire
A Seleção de Futebol de Yorkshire representa o condado inglês de Yorkshire no futebol internacional e é controlada pela Associação Internacional de Futebol de Yorkshire (YIFA), fundada em 2017.
Yorkshire não é afiliado à FIFA nem à UEFA e, portanto, não pode participar nas competições de qualquer dos órgãos. Em vez disso, joga sob o futebol guarda-chuva da CONIFA, tendo se tornado membro da confederação em 6 de janeiro de 2018.
Yorkshire não tem um estádio oficial e joga em vários locais da região. O seu primeiro jogo, um empate em 1-1 com a Ilha de Man, ocorreu em 28 de janeiro de 2018, no Estádio Yorkshire NuBuilds, em Fitzwilliam.

## História

### Primeiras tentativas em uma equipe de Yorkshire
Apesar de Yorkshire ter uma equipe de estudantes representativos por muitos anos, não havia nenhum equivalente sênior formal até 1924, quando a Associação de Futebol de West Riding County montou um time masculino como parte do jubileu da Universidade de Leeds. Os jogadores foram escolhidos entre Bradford City, Bradford Park Avenue, Halifax Town, Huddersfield Town e Leeds United. Embora o time tenha vencido por 2 a 0, não representou o município inteiro. Em 1935, uma equipe de Yorkshire composta por jogadores dos principais clubes de toda a região, incluindo Bradford City, Huddersfield Town, Leeds United e Sheffield United, assumiu uma equipe formada por jogadores do Middlesbrough, Newcastle United e Sunderland no Roker Park. como parte das celebrações do jubileu da rainha. Mais uma vez, no entanto, a equipe, que derrotou o North East Side 3–2, foi relatada como representando apenas West Yorkshire.

### Primeira equipe internacional oficial de Yorkshire
Oficialmente criada em 16 de julho de 2017, a YIFA realizou uma reunião de fundação em outubro do mesmo ano na Square Chapel, em Halifax, para assinar sua constituição e formalizar sua existência como um corpo de futebol. Embora a organização de uma equipe sênior de futebol internacional de Yorkshire fosse seu foco principal, a YIFA também notificou sua intenção de se tornar membro da CONIFA. Planos para equipes de mulheres seniores e equipes de deficientes também foram anunciados.
Em 13 de novembro de 2017, a YIFA anunciou que Ryan Farrell, auxiliado por Micky Long, havia sido apontado como o primeiro técnico de Yorkshire. Em 6 de janeiro de 2018, antes do amistoso contra Ellan Vannin, Yorkshire foi aceito como membro do CONIFA. Na semana seguinte, Matt Bradley do Dinnington Town foi o primeiro jogador revelado a ser convocado para o time nacional, enquanto Paddy McGuire, que joga pelo Thackley, foi nomeado o primeiro capitão.